# تیک تاک (فیلم ۲۰۱۶)
تیک تاک (انگلیسی: Tik Tok) فیلم درام جنایی دلهره‌آور محصول چین و کره جنوبی در سال ۲۰۱۶ به کارگردانی لی جون و با بازی والاس چونگ، لی جونگ جه و لانگ یوتینگ است. این فیلم در ۱۵ ژوئیه ۲۰۱۶ در چین توسط چاینا فیلم گروپ کورپوریشن منتشر شد.

## بازیگران
- والاس چونگ در نقش گو ژی‌هوا / گو ژیدا
- لی جونگ جه در نقش جیانگ چنگ‌جون
- لانگ یوتینگ در نقش یانگ شی
- لی چه یونگ در نقش آن کایشی
- فان یانگ در نقش لی ژی‌یو

## بازخورد
این فیلم در باکس آفیس چین به فروش ۱۴٫۹ میلیون رنمینبی رسید.